# Dorfkirche Sophienstädt

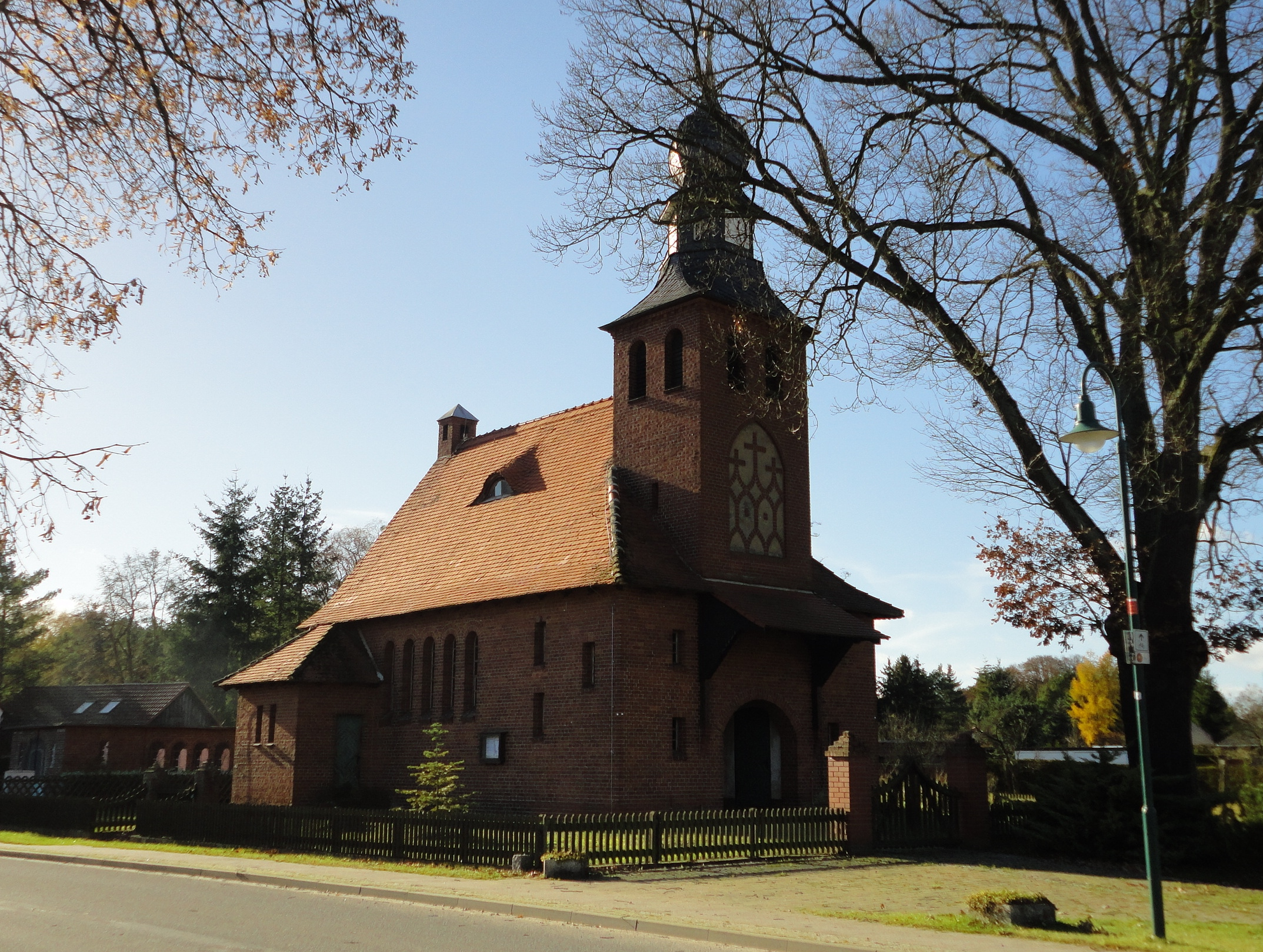
Dorfkirche Sophienstädt

Die evangelische, denkmalgeschützte Dorfkirche Sophienstädt steht in Sophienstädt, einem Ortsteil der Gemeinde Marienwerder im Landkreis Barnim in Brandenburg. Die Kirche gehört zum Kirchenkreis Barnim der Evangelischen Kirche Berlin-Brandenburg-schlesische Oberlausitz.

## Beschreibung
Die Saalkirche wurde 1913 nach einem Entwurf von Georg Büttner im Baustil des 13. Jahrhunderts aus Backsteinen errichtet. Sie besteht aus einem Langhaus mit Bogenfenster an den Wänden und Fledermausgauben im Satteldach, einem in das Langhaus eingestellten quadratischen Dachturm im Westen, der mit einer Blende verziert und mit einer schiefergedeckten Welschen Haube bedeckt ist, einer Apsis im Osten in Breite des Langhauses und einer Sakristei an der Nordwand des Langhauses. Das oberste Geschoss des Dachturms beherbergt hinter den Klangarkaden den Glockenstuhl.
Die Gestaltung des mit einem Tonnengewölbe überspannten Innenraums ist der Heimatschutzarchitektur verpflichtet. Die Apsis ist mit einer Apsiskalotte bedeckt. Die Kirchenausstattung, sowohl der Altar mit dem Altarkreuz als auch die Kanzel mit ihrem polygonalen Korb, orientiert sich am 18. Jahrhundert. Die Orgel auf der Empore im Westen wurde 1914 von Albert Kienscherf gebaut.